# Aya Gozen
Dame Aya (綾御前), 1524 – 10 mars 1609 est la demi-sœur aînée de Uesugi Kenshin, mère d'Uesugi Kagekatsu et première épouse de Nagao Masakage.

## Biographie
Née Sentō (仙洞院(仙桃院)), deuxième fille de Nagao Tamekage, elle est peut-être la demi-sœur ainée de Uesugi Kenshin, de la même mère. Bien qu'elle soit mieux connue sous son nom bouddhiste, le nom qui lui est donné est Ayahime (綾姫). Le terme -gozen est un suffixe honorifique, équivalent au titre de « Dame ».
Elle est fiancée à Nagao Masakage pendant l'année 1537, et ils ont deux fils et deux filles ensemble. Leur fils aîné décède à l'âge de 10 ans, de sorte que leur second fils aîné, Kagekatsu, est adopté par les Uesugi dont Kenshin est le chef. Leurs filles passent également pour avoir été adoptées chez les Uesugi et apparemment deviennent les épouses de leurs vassaux fidèles. Sento-In s'installe au château de Kasugayama avec son fils en 1564. Elle reconnaît les talents de Naoe Kanetsugu et lui recommande de servir Kagekatsu. Le bruit court que Kanetsugu essaye de son mieux de s'occuper d'elle en signe de gratitude.
Lorsque le différend entre Kagekatsu et Kagetora se produit après la mort de Kenshin, Sento-In essaye de protéger l'héritier de Kagetora après la mort de sa fille (la femme de Kagetora). Bien qu'elle soit avec Kagetora, elle retourne prendre soin de Kikuhime et Osen no Kata. Décédèe au château de Yonezawa, elle est inhumée au Risen-ji. Elle reçoit le nom bouddhiste « Sento-In ».

## Dans la culture populaire
Elle est un personnage jouable (sous le nom Aya) dans Pokémon Conquest (Pokémon + Nobunaga's Ambition in Japan), avec sa partenaire Pokémon étant Snorunt et Froslass.